# Молдавський гусарський полк
Молдавський гусарський полк — військове кінне формування та адміністративно-територіальне утворення Російської імперії, що було створено на межі Єлисаветградської провінції й Землі Війська Запорозького.
Був утворений на початку російсько-турецької війни у 1769 році у складі 16 рот. Створений з західних поселень Новокозацького полку. За російським сценарієм полк мав бути сформований з османських підданих православного віросповідання (молдован і волохів), які перейшли на бік Російської імперії під час російсько-турецької війни 1768—1774 років. Проте основною складовою були українські козаки з Новокозацького полку. Центром полку став споруджений за наказом командувача 2-ю армією генерал-аншефа Петра Івановича Паніна Павлівський редут, що згодом називався посад Павлівськ, Ново-Павлівськ, — сучасна Новоукраїнка.
Увійшов до складу Єлисаветградської провінції. 1776 року більша частина увійшла до Катерининського повіту, а менша до Новопавлівського повіту.

## Роти (шанці) полку
- 1-а рота — Павлівський шанець (згодом — посад Павлівськ, Ново-Павлівськ; сучасна Новоукраїнка)
- 2-а рота — Виська (Велика Виска)
- 3-я рота — Піщаний Брід
- 4-а рота — Чорний Ташлик
- 5-а рота — Тернівка
- 6-а рота — Інгульський шанець (Лемківська, містечко Інгульськ; сучасне)
- 7-а рота — Добрянка
- 8-а рота — Синюхин Брід
- 9-а рота — Липняжка (Красна Слобідка)
- 10-а рота — Плетений Ташлик
- 11-а рота — Лиса Гора
- 12-а рота — Сухий Ташлик (також — Глодоси)
- 13-а рота — Тишківка
- 14-а рота — Грузьке
- 15-а рота — Вільшанка, або Маслов
- 16-а рота — Катерининський шанець, або Мігійськ (сучасний Ольвіополь)

## Командири
- 1759-1765 — полковник граф Подгорічані Іван Михайлович